# أوغدين (كيبك)
أوغدين (بالإنجليزية: Ogden, Quebec)‏ هي بلدية محلية في كيبيك تقع في كندا في Memphrémagog Regional County Municipality. يقدر عدد سكانها بـ 770 نسمة ومساحتها 84.10 كم2 .

## أعلام
- تشارلز بنجامين هوارد